# 栃木功
栃木 功（とちぎ いさお、1892年（明治25年）5月11日 - 1961年（昭和36年）3月2日）は、大日本帝国陸軍軍人。最終階級は陸軍少将。

## 経歴
1892年（明治25年）に北海道で生まれた。陸軍士官学校第26期卒業。1939年（昭和14年）8月1日に陸軍歩兵大佐に進級し、12月14日に第10師団司令部附となり、1940年（昭和15年）8月に歩兵第46連隊長に就任し、1943年（昭和18年）8月に舞鶴要塞司令官に転じた。
1944年（昭和19年）5月8日に中部軍司令部附となり、6月21日に歩兵第76旅団長（第14方面軍・第35軍・第100師団）に就任し、ミンダナオ島に出征。アメリカ軍の攻勢に対し、果敢に抵抗した。同年8月1日に陸軍少将に進級。
1947年（昭和22年）11月28日、公職追放仮指定を受けた。